# Where I Am (песма Ање Нисен)
Where I Am песма је данско-аустралијске певачице Ање Нисен са којом ће представљати Данску на Песми Евровизије 2017. у Кијеву. Песму је 28. фебруара објавила издавачка кућа Australian Broadcasting Corporation.

## Песма Евровизије 2017.
Нисенова је објавила да ће се такмичити у националној селекцији Melodi Grand Prix за представника Данске на Песми Евровизије 2017. у Кијеву, 19. јануара. Песме су издате 20. фебруара 2017. 25. фебруара, Ања је успела да се пласира у суперфинале као један од 3 преостала кандидата. Победила је освојивши 64% од укупног броја гласова публике и жирија. Тако ће она представљати Данску на Песми Евровизије 2017, у другој полуфиналној вечери.

## Списак песама
| №  | Назив | Трајање |  |
| 1. |       | 2:59    |  |

## Историја објаве
| Регија      | Датум             | Формат               | Издавачка кућа |
| ----------- | ----------------- | -------------------- | -------------- |
| Широм света | 28. фебруар 2017. | Дигитално преузимање |                |